# Сивки (Ровненская область)
Сивки (укр. Сівки) — село в Березновской городской общине Ровненского района Ровненской области Украины.
До 2020 года входило в Березновский район.
Население по переписи 2001 года составляло 148 человек. Почтовый индекс — 34640. Телефонный код — 3653. Код КОАТУУ — 5620480404.